# Gonyaulax
Gonyaulax és un gènere de Dinoflagel·lats amb l'espècie tipus Gonyaulax spinifera (Claparède et Lachmann) Diesing.
Gonyaulax spinifera ha estat relacionada amb la producció de Yessotoxina (YTXs), un grup relacionat amb toxines de polièsters, els quals es poden acumular en els peixos i mol·luscs i produir símptomes similars a les toxines de l'Enverinament Paralític per la Sèpia (PSP).
Totes les espècies són marines excepte Gonyaulax apiculata que és d'aigua dolça.